# Liste des épisodes de Philadelphia

Cet article fourni la liste des épisodes de la série télévisée américaine Philadelphia (It's Always Sunny in Philadelphia).

## Panorama des saisons
| Saison | Saison | Nombre d'épisodes | Diffusion originale | Diffusion originale | Diffusion originale |
| Saison | Saison | Nombre d'épisodes | Début de saison     | Fin de saison       | Chaîne              |
| ------ | ------ | ----------------- | ------------------- | ------------------- | ------------------- |
|        | 1      | 7                 | 4 août 2005         | 15 septembre 2005   | FX                  |
|        | 2      | 10                | 29 juin 2006        | 17 août 2006        | FX                  |
|        | 3      | 15                | 13 septembre 2007   | 15 novembre 2007    | FX                  |
|        | 4      | 13                | 18 septembre 2008   | 20 novembre 2008    | FX                  |
|        | 5      | 12                | 17 septembre 2009   | 10 décembre 2009    | FX                  |
|        | 6      | 14                | 16 septembre 2010   | 16 décembre 2010    | FX                  |
|        | 7      | 13                | 15 septembre 2011   | 15 décembre 2011    | FX                  |
|        | 8      | 10                | 11 octobre 2012     | 20 décembre 2012    | FX                  |
|        | 9      | 10                | 4 septembre 2013    | 27 novembre 2013    | FXX                 |

## Épisodes

### Saison 1 (2005)
| N° | Titre français                     | Titre original                        | Réalisation      | Scénario                      | Diffusion originale | Code de production |
| -- | ---------------------------------- | ------------------------------------- | ---------------- | ----------------------------- | ------------------- | ------------------ |
| 1  | La Bande devient raciste           | The Gang Gets Racist                  | John Fortenberry | Charlie Day et Rob McElhenney | 4 août 2005         | IP01001            |
| 2  | Charlie veut avorter               | Charlie Wants an Abortion             | John Fortenberry | Charlie Day et Rob McElhenney | 11 août 2005        | IP01003            |
| 3  | L'Alcool nuit gravement à la santé | Underage Drinking: A National Concern | Dan Attias       | Rob McElhenney                | 18 août 2005        | IP01006            |
| 4  | Charlie a le cancer                | Charlie Has Cancer                    | Rob McElhenney   | Rob McElhenney                | 25 août 2005        | IP01004            |
| 5  | Les Rois de la gâchette            | Gun Fever                             | Dan Attias       | Glenn Howerton                | 1er septembre 2005  | IP01005            |
| 6  | La Bande trouve un macchabée       | The Gang Finds a Dead Guy             | Dan Attias       | Rob McElhenney                | 8 septembre 2005    | IP01007            |
| 7  | Le Viol de Charlie                 | Charlie Got Molested                  | John Fortenberry | Rob McElhenney                | 15 septembre 2005   | IP01002            |

### Saison 2 (2006)
| N° | #  | Titre français                            | Titre original                                | Réalisation    | Scénario                                      | Diffusion originale | Code de production |
| -- | -- | ----------------------------------------- | --------------------------------------------- | -------------- | --------------------------------------------- | ------------------- | ------------------ |
| 8  | 1  | Charlie devient infirme                   | Charlie Gets Crippled                         | Rob McElhenney | Rob McElhenney, Charlie Day et Glenn Howerton | 29 juin 2006        | IP02001            |
| 9  | 2  | La Bande fait son djihad                  | The Gang Goes Jihad                           | Dan Attias     | Rob McElhenney                                | 29 juin 2006        | IP02002            |
| 10 | 3  | Dennis et Dee touchent le RMI             | Dennis and Dee Go on Welfare                  | Dan Attias     | Rob McElhenney                                | 6 juillet 2006      | IP02004            |
| 11 | 4  | Mac se tape Mme Reynolds                  | Mac Bangs Dennis' Mom                         | Dan Attias     | Charlie Day et Glenn Howerton                 | 6 juillet 2006      | IP02005            |
| 12 | 5  | 100 $ Baby                                | Hundred Dollar Baby                           | Dan Attias     | Rob McElhenney, Charlie Day et Glenn Howerton | 13 juillet 2006     | IP02007            |
| 13 | 6  | La Bande paie sa dette à la société       | The Gang Gives Back                           | Dan Attias     | Charlie Day                                   | 20 juillet 2006     | IP02003            |
| 14 | 7  | La Bande fait des miracles                | The Gang Exploits a Miracle                   | Dan Attias     | Charlie Day, Chris Romano et Eric Falconer    | 27 juillet 2006     | IP02009            |
| 15 | 8  | La Bande fait de la politique             | The Gang Runs for Office                      | Dan Attias     | David Hornsby                                 | 3 août 2006         | IP02006            |
| 16 | 9  | Charlie réveille l'Amérique               | Charlie Goes America All Over Everybody's Ass | Dan Attias     | Rob McElhenney et Charlie Day                 | 10 août 2006        | IP02008            |
| 17 | 10 | Dennis et Dee se trouvent un nouveau papa | Dennis and Dee Get a New Dad                  | Dan Attias     | Rob McElhenney                                | 17 août 2006        | IP02010            |

### Saison 3 (2007)
| N° | #  | Titre français                                       | Titre original                              | Réalisation  | Scénario                                     | Diffusion originale | Code de production |
| -- | -- | ---------------------------------------------------- | ------------------------------------------- | ------------ | -------------------------------------------- | ------------------- | ------------------ |
| 18 | 1  | La Bande trouve un bébé poubelle                     | The Gang Finds a Dumpster Baby              | Jerry Levine | Rob McElhenney et Charlie Day                | 13 septembre 2007   | IP03001            |
| 19 | 2  | La Bande devient invincible                          | The Gang Gets Invincible                    | Fred Savage  | Charlie Day, Glenn Howerton et David Hornsby | 13 septembre 2007   | IP03010            |
| 20 | 3  | La Mère de Dennis et Dee est morte                   | Dennis and Dee's Mom Is Dead                | Matt Shakman | Rob McElhenney et David Hornsby              | 20 septembre 2007   | IP03013            |
| 21 | 4  | La Bande est prise en otage                          | The Gang Gets Held Hostage                  | Fred Savage  | Rob McElhenney, Lisa Parsons                 | 20 septembre 2007   | IP03009            |
| 22 | 5  | Le Monstre d'aluminium contre le mammouth à binocles | The Aluminum Monster vs. Fatty McGoo        | Fred Savage  | Charlie Day et Glenn Howerton                | 27 septembre 2007   | IP03007            |
| 23 | 6  | La Bande résout la crise Nord-Coréenne               | The Gang Solves the North Korea Situation   | Fred Savage  | Charlie Day, Scott Marder et Rob Rosell      | 27 septembre 2007   | IP03006            |
| 24 | 7  | La Bande vend le bar                                 | The Gang Sells Out                          | Matt Shakman | Charlie Day et Glenn Howerton                | 4 octobre 2007      | IP03014            |
| 25 | 8  | Frank fait cramer Sweet Dee                          | Frank Sets Sweet Dee on Fire                | Fred Savage  | Scott Marder, Rob Rosell et Rob McElhenney   | 4 octobre 2007      | IP03008            |
| 26 | 9  | Sweet Dee sort avec un attardé mental                | Sweet Dee's Dating a Retarded Person        | Jerry Levine | Scott Marder, Rob Rosell et Glenn Howerton   | 11 octobre 2007     | IP03002            |
| 27 | 10 | Mac est un Tueur en série                            | Mac is a Serial Killer                      | Jerry Levine | David Hornsby et Charlie Day                 | 18 octobre 2007     | IP03003            |
| 28 | 11 | Dennis ressemble à un Pédophile                      | Dennis Looks Like a Registered Sex Offender | Dan Attias   | Rob McElhenney                               | 25 octobre 2007     | IP03005            |
| 29 | 12 | La Bande se fait refroidir - Partie 1                | The Gang Gets Whacked - Part 1              | Matt Shakman | Glenn Howerton, Scott Marder et Rob Rosell   | 1er novembre 2007   | IP03011            |
| 30 | 13 | La Bande se fait refroidir - Partie 2                | The Gang Gets Whacked - Part 2              | Matt Shakman | Scott Marder et Rob Rosell                   | 1er novembre 2007   | IP03012            |
| 31 | 14 | Les Clodos font la loi                               | Bums: Making a Mess All Over the City       | Jerry Levine | Charlie Day et David Hornsby                 | 8 novembre 2007     | IP03004            |
| 32 | 15 | La Bande danse jusqu'au bout de la nuit              | The Gang Dances Their Asses Off             | Matt Shakman | David Hornsby, Scott Marder et Rob Rosell    | 15 novembre 2007    | IP03015            |

### Saison 4 (2008)
| N° | #  | Titre français                                                                 | Titre original                                     | Réalisation  | Scénario                                      | Diffusion originale | Code de prod. |
| -- | -- | ------------------------------------------------------------------------------ | -------------------------------------------------- | ------------ | --------------------------------------------- | ------------------- | ------------- |
| 33 | 1  | Mac et Dennis : Chasseurs d'hommes                                             | Mac & Dennis: Manhunters                           | Fred Savage  | Charlie Day, Jordan Young et Elijah Aron      | 18 septembre 2008   | IP04002       |
| 34 | 2  | La Bande résout la crise pétrolière                                            | The Gang Solves the Gas Crisis                     | Matt Shakman | Charlie Day, Sonny Lee et Patrick Walsh       | 18 septembre 2008   | IP04009       |
| 35 | 3  | Le Concours des top modèles américains pour le panneau publicitaire du Paddy's | America's Next Top Paddy's Billboard Model Contest | Fred Savage  | Rob McElhenney, Charlie Day et Adam Stein     | 25 septembre 2008   | IP04006       |
| 36 | 4  | Mac se tape la serveuse                                                        | Mac's Banging the Waitress                         | Fred Savage  | David Hornsby                                 | 25 septembre 2008   | IP04011       |
| 37 | 5  | Mac et Charlie meurent - Partie 1                                              | Mac and Charlie Die - Part 1                       | Fred Savage  | Charlie Day, Glenn Howerton et Rob McElhenney | 2 octobre 2008      | IP04003       |
| 38 | 6  | Mac et Charlie meurent - Partie 2                                              | Mac and Charlie Die - Part 2                       | Fred Savage  | Charlie Day, Glenn Howerton et Rob McElhenney | 2 octobre 2008      | IP04004       |
| 39 | 7  | Qui a fait caca au lit ?                                                       | Who Pooped the Bed?                                | Fred Savage  | Rob McElhenney, Scott Marder et Rob Rosell    | 9 octobre 2008      | IP04007       |
| 40 | 8  | Paddy's Pub: Le Pire Bar de Philadelphie                                       | Paddy's Pub: The Worst Bar in Philadelphia         | Matt Shakman | Scott Marder, Rob Rosell et David Hornsby     | 16 octobre 2008     | IP04012       |
| 41 | 9  | Dennis Reynolds : Une vie d'érotisme                                           | Dennis Reynolds: An Erotic Life                    | Fred Savage  | Glenn Howerton, Rob Rosell et Scott Marder    | 23 octobre 2008     | IP04005       |
| 42 | 10 | Dee a une crise cardiaque                                                      | Sweet Dee Has a Heart Attack                       | Matt Shakman | Rob Rosell et Scott Marder                    | 30 octobre 2008     | IP04013       |
| 43 | 11 | La Bande fêle la cloche de la liberté                                          | The Gang Cracks the Liberty Bell                   | Matt Shakman | Rob McElhenney, Glenn Howerton, David Hornsby | 6 novembre 2008     | IP04010       |
| 44 | 12 | La Bande vire extrême: Les Maçons du cœur                                      | The Gang Gets Extreme: Home Makeover Edition       | Fred Savage  | Charlie Day, Glenn Howerton et David Hornsby  | 13 novembre 2008    | IP04001       |
| 45 | 13 | L'Homme de la nuit est passé                                                   | The Nightman Cometh                                | Matt Shakman | Charlie Day, Glenn Howerton et Rob McElhenney | 20 novembre 2008    | IP04008       |

### Saison 5 (2009)
| N° | #  | Titre français                                      | Titre original                                   | Réalisation     | Scénario                                  | Diffusion originale | Code de production |
| -- | -- | --------------------------------------------------- | ------------------------------------------------ | --------------- | ----------------------------------------- | ------------------- | ------------------ |
| 46 | 1  | La Bande profite de la crise économique             | The Gang Exploits the Mortgage Crisis            | Randall Einhorn | Becky Mann et Audra Sielaff               | 17 septembre 2009   | IP05008            |
| 47 | 2  | La Bande prend la route                             | The Gang Hits the Road                           | Fred Savage     | Charlie Day et Glenn Howerton             | 24 septembre 2009   | IP05005            |
| 48 | 3  | La Grande Crise                                     | The Great Recession                              | Fred Savage     | David Hornsby                             | 1er octobre 2009    | IP05007            |
| 49 | 4  | La Bande offre une thérapie à Frank                 | The Gang Gives Frank an Intervention             | Fred Savage     | Scott Marder et Rob Rosell                | 8 octobre 2009      | IP05006            |
| 50 | 5  | La Serveuse se marie                                | The Waitress Is Getting Married                  | Fred Savage     | Charlie Day et Glenn Howerton             | 15 octobre 2009     | IP05004            |
| 51 | 6  | La Bande plaide non coupable                        | The World Series Defense                         | Randall Einhorn | David Hornsby                             | 22 octobre 2009     | IP05014            |
| 52 | 7  | La Bande se bat pour soutenir le moral des troupes  | The Gang Wrestles for the Troops                 | Randall Einhorn | Scott Marder et Rob Rosell                | 29 octobre 2009     | IP05012            |
| 53 | 8  | Paddy's Pub: L'Inventeur des chaussettes pour chats | Paddy's Pub: Home of the Original Kitten Mittens | Randall Einhorn | Sonny Lee et Patrick Walsh                | 5 novembre 2009     | IP05011            |
| 54 | 9  | Mac et Dennis se séparent                           | Mac and Dennis Break Up                          | Fred Savage     | Scott Marder et Rob Rosell                | 12 novembre 2009    | IP05003            |
| 55 | 10 | La Méthode D.E.N.N.I.S                              | The D.E.N.N.I.S System                           | Randall Einhorn | David Hornsby, Scott Marder et Rob Rosell | 19 novembre 2009    | IP05013            |
| 56 | 11 | Mac et Charlie écrivent un scénario                 | Mac and Charlie Write a Movie                    | Randall Einhorn | Glenn Howerton et Rob McElhenney          | 3 décembre 2009     | IP05009            |
| 57 | 12 | La Bande relance la compétition                     | The Gang Reignites the Rivalry                   | Randall Einhorn | Dave Chernin et Charlie Day               | 10 décembre 2009    | IP05010            |

### Saison 6 (2010)
| N°    | #     | Titre français                        | Titre original                        | Réalisation     | Scénario                                   | Diffusion originale | Code de production | Audiences US (en M.) |
| ----- | ----- | ------------------------------------- | ------------------------------------- | --------------- | ------------------------------------------ | ------------------- | ------------------ | -------------------- |
| 58    | 1     | Mac combat le mariage gay             | Mac Fights Gay Marriage               | Randall Einhorn | Becky Mann et Audra Sielaff                | 16 septembre 2010   | XIP06005           | 2.21                 |
| 59    | 2     | Dennis divorce                        | Dennis Gets Divorced                  | Randall Einhorn | Dave Chernin et John Chernin               | 23 septembre 2010   | XIP06006           | 1.68                 |
| 60    | 3     | La Bande achète un bateau             | The Gang Buys a Boat                  | Randall Einhorn | Charlie Day et Rob McElhenney              | 30 septembre 2010   | XIP06001           | 1.46                 |
| 61    | 4     | Mac connaît son heure de gloire       | Mac's Big Break                       | Randall Einhorn | Rob Rosell                                 | 7 octobre 2010      | XIP06002           | 1.23                 |
| 62    | 5     | Cassos                                | Mac and Charlie: White Trash          | Randall Einhorn | Luvh Rakhe                                 | 14 octobre 2010     | XIP06003           | 1.48                 |
| 63    | 6     | La Maman de Mac fait brûler sa maison | Mac's Mom Burns Her House Down        | Matt Shakman    | Scott Marder et Rob Rosell                 | 21 octobre 2010     | XIP06008           | 1.07                 |
| 64    | 7     | Qui a engrossé Dee ?                  | Who Got Dee Pregnant?                 | Randall Einhorn | Charlie Day et Rob McElhenney              | 28 octobre 2010     | XIP06007           | 1.19                 |
| 65    | 8     | La Bande a un nouveau membre          | The Gang Gets a New Member            | Matt Shakman    | David Hornsby                              | 4 novembre 2010     | XIP06009           | 1.67                 |
| 66    | 9     | Titre inconnu                         | Dee Reynolds: Shaping America's Youth | Matt Shakman    | David Hornsby                              | 11 novembre 2010    | XIP06010           | 1.44                 |
| 67    | 10    | Charlie Kelly, le roi des rats        | Charlie Kelly: King of the Rats       | Matt Shakman    | Scott Marder et Rob Rosell                 | 18 novembre 2010    | XIP06011           | 1.69                 |
| 68    | 11    | La Bande se perd dans les bois        | The Gang Gets Stranded in the Woods   | Matt Shakman    | Scott Marder, Rob Rosell et Luvh Rakhe     | 2 décembre 2010     | XIP06012           | 1.65                 |
| 69    | 12    | Dee accouche                          | Dee Gives Birth                       | Matt Shakman    | David Hornsby, Becky Mann et Audra Sielaff | 9 décembre 2010     | XIP06013           | 1.46                 |
| 70/71 | 13/14 | Un Noël très ensoleillé               | A Very Sunny Christmas                | Fred Savage     | Charlie Day et Rob McElhenney              | 16 décembre 2010    | IP05001/IP05002    | 1.16                 |

### Saison 7 (2011)
| N° | #  | Titre français                                            | Titre original                                     | Réalisation                   | Scénario                                      | Diffusion originale | Code de production | Audiences US (en M.) |
| -- | -- | --------------------------------------------------------- | -------------------------------------------------- | ----------------------------- | --------------------------------------------- | ------------------- | ------------------ | -------------------- |
| 72 | 1  | La Pretty Woman de Frank                                  | Frank's Pretty Woman                               | Matt Shakman                  | Scott Marder et Rob Rosell                    | 15 septembre 2011   | XIP07002           | 2.28                 |
| 73 | 2  | La Bande va à Jersey Shore                                | The Gang Goes to the Jersey Shore                  | Matt Shakman                  | Dave Chernin et John Chernin                  | 22 septembre 2011   | XIP07012           | 1.93                 |
| 74 | 3  | Les Petites beautés de Frank Reynolds                     | Frank Reynolds' Little Beauties                    | Matt Shakman                  | Scott Marder et Rob Rosell                    | 29 septembre 2011   | XIP07011           | 2.03                 |
| 75 | 4  | Sweet Dee se fait contrôler                               | Sweet Dee Gets Audited                             | Matt Shakman                  | Rob McElhenney, Glenn Howerton et Charlie Day | 6 octobre 2011      | XIP07010           | 1.82                 |
| 76 | 5  | Le Frère de Frank                                         | Frank's Brother                                    | Matt Shakman                  | David Hornsby                                 | 13 octobre 2011     | XIP07004           | 1.42                 |
| 77 | 6  | La Tempête du siècle                                      | The Storm of the Century                           | Matt Shakman                  | Charles W. Hornsby                            | 20 octobre 2011     | XIP07008           | 1.52                 |
| 78 | 7  | Chardee MacDennis: Le Jeu du siècle                       | Chardee MacDennis: The Game of Games               | Matt Shakman                  | Charlie Day et Rob McElhenney                 | 27 octobre 2011     | XIP07001           | 1.38                 |
| 79 | 8  | Le Réseau antisocial                                      | The ANTI-Social Network                            | Matt Shakman                  | Charlie Day et Glenn Howerton                 | 3 novembre 2011     | XIP07003           | 1.69                 |
| 80 | 9  | La Bande reste coincée                                    | The Gang Gets Trapped                              | Matt Shakman                  | Luvh Rakhe                                    | 10 novembre 2011    | XIP07009           | 1.32                 |
| 81 | 10 | Comment Mac est devenu gros                               | How Mac Got Fat                                    | Randall Einhorn, Matt Shakman | Scott Marder et Mehar Sethi                   | 17 novembre 2011    | XIP06004           | 1.26                 |
| 82 | 11 | Thunder Gun Express                                       | Thunder Gun Express                                | Matt Shakman                  | Dave Chernin et John Chernin                  | 1er décembre 2011   | XIP07007           | 1.52                 |
| 83 | 12 | La Réunion du lycée                                       | The High School Reunion                            | Matt Shakman                  | Glenn Howerton et Rob McElhenney              | 8 décembre 2011     | XIP07005           | 1.40                 |
| 84 | 13 | La Réunion du lycée, 2e partie : La Vengeance de la bande | The High School Reunion Part 2: The Gang's Revenge | Matt Shakman                  | Glenn Howerton et Rob McElhenney              | 15 décembre 2011    | XIP07006           | 1.32                 |

### Saison 8 (2012)
Le 6 août 2011, FX a renouvelé la série pour une huitième saison de 10 épisodes dont la diffusion a commencé en octobre 2012, ainsi qu'une neuvième saison prévue pour 2013.
| N° | #  | Titre français                                | Titre original                            | Réalisation   | Scénario                                      | Diffusion originale | Code de production | Audiences US (en M.) |
| -- | -- | --------------------------------------------- | ----------------------------------------- | ------------- | --------------------------------------------- | ------------------- | ------------------ | -------------------- |
| 85 | 1  | Pop-Pop: La solution finale                   | Pop–Pop: The Final Solution               | Matt Shakman  | Charlie Day, Glenn Howerton et Rob McElhenney | 11 octobre 2012     | XIP08002           | 1.05                 |
| 86 | 2  | Titre inconnu                                 | The Gang Recycles Their Trash             | Matt Shakman  | Charlie Day, Glenn Howerton et Rob McElhenney | 18 octobre 2012     | XIP08001           | 1.10                 |
| 87 | 3  | Le Massacre du mariage de Maureen Ponderosa   | The Maureen Ponderosa Wedding Massacre    | Richie Keen   | Charlie Day, Glenn Howerton et Rob McElhenney | 25 octobre 2012     | XIP08009           | 1.12                 |
| 88 | 4  | Charlie et Dee trouvent l'amour               | Charlie and Dee Find Love                 | Richie Keen   | Charlie Day, Glenn Howerton et Rob McElhenney | 1er novembre 2012   | XIP08006           | 1.39                 |
| 89 | 5  | La Bande se fait analyser                     | The Gang Gets Analyzed                    | Todd Biermann | Luvh Rakhe                                    | 8 novembre 2012     | XIP08005           | 1.11                 |
| 90 | 6  | La Maman de Charlie a un cancer               | Charlie's Mom Has Cancer                  | Richie Keen   | Scott Marder et Rob Rosell                    | 15 novembre 2012    | XIP08008           | 0.94                 |
| 91 | 7  | Frank reprend les affaires                    | Frank's Back in Business                  | Richie Keen   | Dave Chernin et John Chernin                  | 29 novembre 2012    | XIP08007           | 1.08                 |
| 92 | 8  | Charlie règne sur le monde                    | Charlie Rules the World                   | Matt Shakman  | David Hornsby                                 | 6 décembre 2012     | XIP08003           | 1.01                 |
| 93 | 9  | La Bande va dîner dehors                      | The Gang Dines Out                        | Matt Shakman  | Mehar Sethi                                   | 13 décembre 2012    | XIP08004           | 0.92                 |
| 94 | 10 | Reynolds contre Reynolds : La Céréale défense | Reynolds vs. Reynolds: The Cereal Defense | Richie Keen   | Charlie Day, Glenn Howerton et Rob McElhenney | 20 décembre 2012    | XIP08010           | 0.94                 |

### Saison 9 (2013)
Le 6 août 2011, FX a renouvelé la série pour une huitième et neuvième saison diffusée depuis le 4 septembre 2013 sur FXX.
| N°  | #  | Titre français                                           | Titre original                             | Réalisation   | Scénario                                      | Diffusion originale | Code de production | Audiences US (en M.) |
| --- | -- | -------------------------------------------------------- | ------------------------------------------ | ------------- | --------------------------------------------- | ------------------- | ------------------ | -------------------- |
| 95  | 1  | La Bande a cassé Dee                                     | The Gang Broke Dee                         | Richie Keen   | Charlie Day, Glenn Howerton et Rob McElhenney | 4 septembre 2013    | XIP09001           | 0.76                 |
| 96  | 2  | Un sujet délicat                                         | Gun Fever Too: Still Hot                   | Todd Biermann | Charlie Day, Glenn Howerton et Rob McElhenney | 11 septembre 2013   | XIP09005           | 0.61                 |
| 97  | 3  | La Bande tente désespérément de remporter une récompense | The Gang Tries Desperately to Win an Award | Richie Keen   | David Hornsby                                 | 18 septembre 2013   | XIP09003           | 0.52                 |
| 98  | 4  | Mac et Dennis investissent dans l'immobilier             | Mac and Dennis Buy a Timeshare             | Dan Attias    | Dave Chernin et John Chernin                  | 25 septembre 2013   | XIP09008           | NC                   |
| 99  | 5  | Le Jour de Mac                                           | Mac Day                                    | Richie Keen   | Charlie Day, Glenn Howerton et Rob McElhenney | 2 octobre 2013      | XIP09004           | 0.46                 |
| 100 | 6  | La Bande sauve tout le monde                             | The Gang Saves the Day                     | Dan Attias    | Dave Chernin et John Chernin                  | 9 octobre 2013      | XIP09007           | 0.50                 |
| 101 | 7  | La Bande se met en quarantaine                           | The Gang Gets Quarantined                  | Heath Cullens | David Hornsby                                 | 16 octobre 2013     | XIP09010           | 0.57                 |
| 102 | 8  | Des fleurs pour Charlie                                  | Flowers for Charlie                        | Dan Attias    | David Benioff et D. B. Weiss                  | 23 octobre 2013     | XIP09009           |                      |
| 103 | 9  | Titre inconnu                                            | The Gang Makes Lethal Weapon 6             | Dan Attias    | Scott Marder                                  | 30 octobre 2013     | XIP09006           |                      |
| 104 | 10 | La Bande fait amende honorable                           | The Gang Squashes Their Beefs              | Todd Biermann | Rob Rosell                                    | 6 novembre 2013     | XIP09002           |                      |

### Saison 10 (2015)
Le 28 mars 2013, la série a été renouvelée pour une dixième saison, diffusée depuis le 14 janvier 2015.
1. La Bande bat Boggs (The Gang Beats Boggs)
2. La Bande fait des rencontres en groupe (The Gang Group Dates)
3. Le Retour de Psycho Pete (Psycho Pete Returns)
4. Charlie au boulot (Charlie Work)
5. La Bande fait de l'espionnage (The Gang Spies Like U.S.)
6. La Bande rate le bateau (The Gang Misses the Boat)
7. Mac tue son père (Mac Kills His Dad)
8. La Bande passe à la télé (The Gang Goes on Family Fight)
9. Frank prend sa retraite (Frank Retires)
10. Mac et Charlie sont dans une secte (Ass Kickers United: Mac and Charlie Join a Cult)

### Saison 11 (2016)
Le 4 avril 2014, la série a été renouvelée pour une onzième et douzième saison. Elle a été diffusée à partir du 6 janvier 2016.
1. Chardee MacDennis 2 : Boogaloo électrique (Chardee MacDennis 2: Electric Boogaloo)
2. Frank passe par la fenêtre (Frank Falls Out the Window)
3. La Bande fait du ski (The Gang Hits the Slopes)
4. Dee fait un film porno (Dee Made a Smut Film)
5. Mac et Dennis déménagent en banlieue (Mac & Dennis Move to the Suburbs)
6. Pour être Frank (Being Frank)
7. McPoyle contre Ponderosa : Le Procès du siècle (McPoyle vs. Ponderosa: The Trial of the Century
8. Charlie attrape un leprechaun (Charlie Catches a Leprechaun)
9. La Bande va en enfer (The Gang Goes to Hell)
10. La Bande va en enfer, deuxième partie (The Gang Goes to Hell: Part Two)

### Saison 12 (2017)
Elle a été diffusée à partir du 4 janvier 2017, désormais sur FXX.
1. La Bande devient noire (The Gang Turns Black)
2. La Bande va en parc aquatique (The Gang Goes to a Water Park)
3. Chez les vieilles : Comique de situation (Old Lady House: A Situation Comedy)
4. Wolf Cola : Un scandale public (Wolf Cola: A Public Relations Nightmare)
5. Making a Murderer : Dennis Reynolds (Making Dennis Reynolds a Murderer)
6. Héros ou propagateur de haine ? (Hero or Hate Crime?)
7. Stress post-traumaDEEque (PTSDee)
8. La Bande travaille pour de vrai (The Gang Tends Bar)
9. L'Histoire d'un Cricket (A Cricket's Tale)
10. La Double vie de Dennis (Dennis' Double Life)

### Saison 13 (2018)
Elle a été diffusée à partir du 5 septembre 2018.
1. La Bande rend sa grandeur au Paddy's (The Gang Makes Paddy's Great Again)
2. La Bande s'échappe (The Gang Escapes)
3. La Bande bat Boggs : version féminine (The Gang Beats Boggs: Ladies Reboot)
4. L'Heure a sonné pour la bande (Time's Up for the Gang)
5. La Bande a une nouvelle voiture (The Gang Gets New Wheels)
6. Le Gang résout le problème des toilettes (The Gang Solves the Bathroom Problem)
7. La Bande fait un Best of (The Gang Does a Clip Show)
8. Les Gars, j'ai raté le Super Bowl (Charlie's Home Alone)
9. La Bande gagne le grand match (The Gang Wins the Big Game)
10. Mac trouve sa fierté (Mac Finds His Pride)

### Saison 14 (2019)
Elle a été diffusée à partir du 25 septembre 2019.
1. La Bande devient romantique (The Gang Gets Romantic)
2. Thunder Gun 4 : Maximum Cool (Thunder Gun 4: Maximum Cool)
3. Titre français inconnu (Dee Day)
4. La Bande s'étouffe (The Gang Chokes)
5. La Bande s'envoie des textos (The Gang Texts)
6. L'Homme de ménage passe toujours 2 fois (The Janitor Always Mops Twice)
7. Le Gang résout le réchauffement climatique (The Gang Solves Global Warming)
8. Une femme a le droit de choisir (A Woman's Right to Chop)
9. Suicide au Paddy's Pub (Paddy's Has a Jumper)
10. En attendant Big Mo (Waiting for Big Mo)

### Saison 15 (2021)
Elle est diffusée à partir du 1er décembre 2021.
1. 2020 : Revue de l'année (2020: A Year In Review)
2. La Bande réalise L'Arme fatale 7 (The Gang Makes Lethal Weapon 7)
3. La Bande achète une piste de roller (The Gang Buys a Roller Rink)
4. La Bande remplace Dee par un singe (The Gang Replaces Dee With a Monkey)
5. La Bande va en Irlande (The Gang Goes to Ireland)
6. La Bande est encore en Irlande (The Gang's Still in Ireland)
7. Dee se retrouve embourbée dans une tourbière (Dee Gets Stuck in a Bog)
8. Le Gang transporte un cadavre sur une montagne (The Gang Carries a Corpse Up a Mountain)

### Saison 16 (2023)
Elle a été diffusée entre le 7 juin et le 19 juillet 2023.
1. La bande des gonflés  (The Gang Inflates)
2. Frank tire sur la toute bande (Frank Shoots Every Member of the Gang)
3. La bande est maudite  (The Gang Gets Cursed)
4. Frank contre la Russie (Frank vs. Russia)
5. Alcool de stars : la bonne affaire (Celebrity Booze: The Ultimate Cash Grab)
6. Risk E. Rat's, centre d'amusement  et pizzeria (Risk E. Rat's Pizza & Amusement Center)
7. La bande va au bowling (The Gang Goes Bowling)
8. Dennis fait une pause pour sa santé mentale (Dennis Takes a Mental Health Day)